# Nabdates
Nabdates foi um oficial persa do século IV, ativo durante o reinado do xá sassânida Sapor II (r. 309–379). Aparece no começo de 363, quando era comandante da guarnição de Maiozamalca. No cerco romano de 27-29 de abril, foi convencido com 80 de seus apoiantes a se render por Hormisda, desertor persa filho de Hormisda II (r. 302/303–309/310), e foram tratados com misericórdia pelo imperador Juliano, o Apóstata (r. 361–363). Em cativeiro, Nabdates insultou Hormisda e foi sentenciado por sua conduta à fogueira com seus aliados.